# Ганс Пікенброк
Ганс Пікенброк (нім. Hans Piekenbrock; 3 жовтня 1893, Ессен — 16 січня 1959, Ессен) — німецький розвідник, генерал-лейтенант Вермахту, з 1936 по 1943 рік — начальник відділу військової розвідки Абверу (А-I), одночасно, заступник начальника Абверу (адмірала Канаріса).

## Біографія
У 1913 році вступив фаненюнкером в 11-й гусарський (2-й Вестфальський) полк. Учасник Першої світової війни. У 1918 році — полковий ад'ютант.
У 1918—1919 роках був членом Добровольчого корпусу, брав участь у вуличних боях в складі гвардійської кавалерійської стрілецької дивізії. Після демобілізації армії залишений в рейхсвер, був начальником оперативного відділу штабу 18-ї піхотної дивізії. З 1921 по 1926 роки обіймав різні командно-штабні посади, служив в забороненому переможцями генеральному штабі в Берліні.
У 1927 році Пікенброк перейшов у відомство полковника фон Бредова («Секція іноземних армій»), що становило замасковану розвідслужбу.
1 жовтня 1936 року призначений начальником 1-го відділу (розвідка) управління розвідки і контррозвідки (абверу), пізніше одночасно був заступником начальника абверу адмірала Канаріса. Організатор політичної, технічної і військової розвідки за кордоном. Встановив дружні та ділові стосунки з розвідками країн-союзників, організувавши отримання розвідувальної інформації про супротивника. Керував розвідувальними акціями в багатьох країнах світу. Один з організаторів «п'ятих колон».
Безпосередньо керував операціями абверу напередодні і під час німецько-радянської війни. У 1943 році знятий з посади за помилкові дані розвідки щодо потенціалу СРСР.
З березня 1943 року — командир піхотного полку на радянсько-німецькому фронті. З 22 червня 1943 року — командир 208-ї піхотної дивізії, що діяла на центральній, з жовтня 1943 року — на південній ділянці радянсько-німецького фронту.
Взято в полон на території Чехословаччини радянськими військами.
На Нюрнберзькому процесі у справі головних військових злочинців виступав в якості свідка обвинувачення. Його свідчення про широкомасштабні диверсійно-розвідувальні операції, проведені Абвером і ОКВ на території СРСР, широко використовувалися звинуваченням радянської сторони.
Утримувався у в'язницях в Москві і Володимирі. 26 березня 1952 року Військовою колегією Верховного суду СРСР засуджений до 25 років ув'язнення в таборах. 11 жовтня 1955 року переданий в якості неамністірованного злочинця ФРН і в тому ж році звільнений.
Західнонімецька преса надмірно героїзувала Пікенброка як «в'язня сталінських таборів», уряд ФРН виплатив йому велику матеріальну компенсацію і призначив генеральську пенсію.

## Звання
- Фанен-юнкер (1 вересня 1914)
- Лейтенант (16 жовтня 1915)
- Обер-лейтенант (1 грудня 1923)
- Гауптман (1 листопада 1928)
- Майор (1 грудня 1934)
- Оберст-лейтенант генштабу (1 серпня 1937)
- Оберст генштабу (1 грудня 1940)
- Генерал-майор (1 серпня 1943)
- Генерал-лейтенант (1 березня 1944)

## Нагороди

### Перша світова війна
- Залізний хрест 2-го і 1-го класу
- Ганзейський Хрест (Гамбург)
- Хрест «За військові заслуги» (Австро-Угорщина) 3-го класу з військовою декорацією
- Нагрудний знак «За поранення» в чорному

- Почесний хрест ветерана війни з мечами
- Медаль «За вислугу років у Вермахті» 4-го, 3-го, 2-го і 1-го класу (25 років)

- Застібка до Залізного хреста 2-го і 1-го класу
- Відзначений у Вермахтберіхт
  - «У важких боях протягом останніх кількох тижнів особливо відзначилась Бранденбурзька 208-ма піхотна дивізія під командуванням генерал-маойра Пікенброка.» (13 квітня 1941)
- Лицарський хрест Залізного хреста (4 травня 1944) — за заслуги у боях в районі Кам'янця-Подільського.